# Promachus albopilosus
Promachus albopilosus är en tvåvingeart som först beskrevs av Macquart 1855.  Promachus albopilosus ingår i släktet Promachus och familjen rovflugor. Inga underarter finns listade i Catalogue of Life.